# 通泉街道
通泉街道，是中华人民共和国云南省曲靖市马龙区下辖的一个街道办事处。
2013年10月20日，云南省人民政府批复同意撤销通泉镇，设立通泉街道、鸡头村街道。

## 行政区划
通泉街道下辖以下地区：
乐熙社区、启秀社区、通泉社区、小寨社区、让田社区、大海哨社区、昌隆铺村、大龙井村和杨官田村。

## 交通
- 沪昆铁路：大海哨站